# Hubert Emmerig
Hubert Richard Sebastian Emmerig (* 10. März 1958 in München) ist ein deutscher Numismatiker.

## Leben
Von 1977 bis 1988 studierte er geschichtliche Hilfswissenschaften, mittelalterliche Geschichte und klassische Archäologie an der LMU München. Im Jahr 2000 erhielt er den Ehrenpreis der Gesellschaft für Internationale Geldgeschichte. Seit 2005 lehrt er als außerordentlicher Professor am Institut für Numismatik und Geldgeschichte der Universität Wien.

## Schriften (Auswahl)
- Der Regensburger Pfennig. Die Münzprägung in Regensburg vom 12. Jahrhundert bis 1409 (= Berliner numismatische Forschungen. Neue Folge 3). Gebr. Mann, Berlin 1993, ISBN 3-7861-1703-9 (Zugleich: München, Universität, Dissertation, 1991/1992).
- mit Otto Kozinowski: Die Münzen und Medaillen der Regensburger Bischöfe und des Domkapitals seit dem 16. Jahrhundert. Münzgeschichte und Variantenkatalog (= Süddeutsche Münzkataloge. 8). Verlag der Münzen- und Medaillenhandlung, Stuttgart 1998, ISBN 3-9806377-0-0.
- Glossar zu Münztechnik und Münzverwaltung in Spätmittelalter und früher Neuzeit. Zum frühneuhochdeutschen Wortschatz in ausgewählten Quellen (14. bis 17. Jahrhundert) (= Abhandlungen der Braunschweigischen Wissenschaftlichen Gesellschaft. 55, 2005). Cramer, Braunschweig 2006, ISBN 3-934656-17-X.
- Bayerns Münzgeschichte im 15. Jahrhundert. Münzpolitik und Münzprägung der bayerischen Herzogtümer und ihrer Nachbarn von 1390 bis 1470 (= Schriftenreihe zur bayerischen Landesgeschichte. 150). 2 Teilbände. Beck, München 2007, ISBN 978-3-406-10746-7 (Zugleich: Wien, Universität, Habilitations-Schrift, 2005).